# Merzbow
Pour les articles ayant des titres homophones, voir Merzbau et Akita (homonymie).
Merzbow est le pseudonyme utilisé par le musicien japonais Masami Akita (秋田 昌美), né le 19 décembre 1956 à Tokyo, pour la plupart de ses enregistrements de musique bruitiste et expérimentale. Extrêmement prolifique, il a publié plus de 300 enregistrements (en CD, vinyles ou cassettes) depuis 1979. Il est l'une des figures majeures de la scène bruitiste japonaise.

## Biographie
Masami Akita est né à Tōkyō en 1956. Ses goûts de jeunesse pour la musique psychédélique, le rock progressif et plus tardivement le free jazz influencèrent fortement ses propres créations. Il a poursuivi des études d'art à l'université de Tamagawa, où il fut introduit au Merz de Kurt Schwitters, un art basé sur la récupération de détritus, et particulièrement à son Merzbau, ou « bâtiment Merz », qui sera la source de son pseudonyme.

## Musique

### Premières œuvres
Les premières œuvres de Merzbow furent créées à l'aide de boucles de bandes magnétiques et ont parfois été comparées à celle du groupe londonien Throbbing Gristle. Elles furent publiées sur cassettes par l'intermédiaire de son propre label, Lowest Music & Arts, fondé en 1979. Au début des années 1980, il fonda un second label, ZSF Produkt. Depuis cette époque, il a publié des enregistrements sur un grand nombre de labels différents, dont Mego et Tzadik[réf. souhaitée].
Ses premiers enregistrements comme OM électrique (1979) explorent les possibilités de la production sonore par des percussions amplifiées et distordues. Plutôt que de mobiliser le bruit dans une composition structurée, Merzbow détourne le processus musical pour mettre en avant ses effets « involontaires » voire « indésirables ».

### Enregistrements ultérieurs
Masami Akita a commencé à utiliser au fil des ans plus d'instruments électroniques et de guitares électriques, mais sa musique reste basée sur ce que la plupart des gens considèreraient comme du « bruit ». Ces dernières années, Akita s'est de plus en plus servi des technologies numériques ; il lui est d'ailleurs désormais courant de se produire sur scène avec un simple ordinateur portable, au grand dam de certains de ses fans.
En 2000, le label Extreme records a publié Merzbox, un coffret de 50 CD d'enregistrements de Merzbow, dont 20 inédits.
En 2002, Akita a publié Merzbeat ; nettement rythmique, ce disque représente un changement dans sa musique, traditionnellement abstraite. Bien que certains de ses enregistrements les plus anciens soient également centrés sur la rythmique, « Merzbeat » ne ressemble pas à ce qu'Akita a pu créer ces 15 dernières années et est probablement d'un accès plus aisé que le reste de ses œuvres.
En 2004, Merzbird a suivi dans une veine similaire.
En 2008, Keio line avec le guitariste français Richard Pinhas.

## Collaborations
Masami Akita a travaillé à diverses reprises avec d'autres musiciens, notamment Genesis P-Orridge, Kazuyuki K. Null, Yoshihide Ōtomo, Cock E.S.P. ou Mike Patton, mais les enregistrements qu'il publie sous le pseudonyme de Merzbow sont généralement ses créations propres.
Il a aussi travaillé avec Alec Empire, Boris, Sunn O))), Jazkamer.

## Vidéo
Il a aussi réalisé le moyen-métrage "Lost Paradise" dans la série "Zankoku-bi : Onna-Harakiri" consacrée au seppuku (harakiri) de jeunes femmes. Dans ce film une jeune militaire se suicide en s'ouvrant le ventre avec force cris de souffrance et de sang. Pas de scénario, juste une vidéo mixant SM et gore en cherchant un maximum de réalisme.

## Discographie
Masami Akita a publié plus de 300 disques rien que sous le pseudonyme de Merzbow. La liste suivante en présente quelques-uns :
- 1979 OM Electrique
- 1980 Metal Acoustic Music
- 1980 Remblandt Assemblage
- 1981 Collection Era Vol. 1
- 1981 Collection Era Vol. 2
- 1981 Material Action For 2 Microphones
- 1981 Paradoxa Paradoxa
- 1981 Yantra Material Action
- 1982 Collection Era Vol. 3
- 1982 Dying Mapa Tapes 1-2
- 1982 Dying Mapa Tapes 2-3
- 1982 Expanded Music
- 1982 Material Action 2 (N.A.M.)
- 1982 Nil Vagina Tape Loops
- 1982 Solonoise
- 1982 Paradoxa Paradoxa
- 1983 Kibbutz
- 1983 Musick From The Simulation World
- 1983 Material Action 2 N·A·M
- 1983 Mechanization Takes Command
- 1983 Worker Machine
- 1983 Merzbow, Null* - Falso 800
- 1983 Merzbow, Null* - Babilonia
- 1984 Mortegage — Batztoutai Extra
- 1984 Pornoise-1 kg Vol. 1
- 1984 Pornoise-1 kg Vol. 2
- 1984 Pornoise-1 kg Vol. 3
- 1984 Pornoise Xtra
- 1984 Chant
- 1984 Aka Meme
- 1985 Chant 2
- 1985 Sadomasochismo
- 1985 Agni Hotra
- 1985 The Lampinak
- 1985 Ushi-Tra
- 1986 抜刀隊 With Memorial Gadgets
- 1986 Antimonument
- 1986 Loop Panic Limited
- 1987 Vratya Southward
- 1988 Collaborative
- 1988 Crocidura Dsi Nezumi
- 1988 Fission Dialogue
- 1988 Live Khabarovsk, CCCP (I’m Proud By Rank Of The Workers)
- 1988 SCUM — Scissors For Cutting Merzbow Vol. 1
- 1988 SCUM — Scissors For Cutting Merzbow Vol. 2
- 1988 Storage
- 1989 Enclosure — Libido Economy
- 1989 KIR Transformation
- 1989 SCUM — Severances
- 1989 SCUM — Steel Cum
- 1990 Cloud Cock OO Grand
- 1990 Hannover Cloud
- 1990 Newark Hellfire — Live On WFMU
- 1991 Stacy Q, Hi Fi Sweet Leaf
- 1991 Artificial Invagination
- 1991 Grav
- 1992 Metal Mad Man
- 1993 Merzbow & Kapotte Muziek — Continuum
- 1993 Metalvelodrome — Exposition of Electro-Vivisection (BoxSet 4CD)
- 1993 Sleeper Awakes On The Edge Of The Abyss
- 1993 Space Desia
- 1993 Brain Ticket Death
- 1993 Music For True Romance Vol. 1
- 1993 Sons Of Slash Noise Metal
- 1994 Flare Gun
- 1994 Noisembryo
- 1994 Venereology
- 1994 Exotic Apple
- 1995 Horn Of The Goat
- 1995 Liquid City
- 1995 Marfan Syndrome
- 1996 Destructible Foundation, Drain
- 1996 Electric Salad
- 1996 Pulse Demon
- 1996 Red Magnesia Pink
- 1996 Rhinogradentia
- 1997 Hybrid Noisebloom
- 1997 Rectal Anarchy (With Gore Beyond Necropsy)
- 1997 Scumtron
- 1997 Tint
- 1997 Annihiloscillator
- 1997 Motorond
- 1997 Space Mix Travelling Band
- 1998 1930
- 1998 Balance
- 1998 Door Open At 8 AM
- 1998 Maschinenstil
- 1998 MAZK — Sound Pressure Level
- 1998 New Takamagahara
- 1998 Aqua Necromancer
- 1999 Blues Maggots
- 1999 Collapse 12 Floors
- 1999 Happenings 1000 Years Time Ago
- 1999 Music For Man With No Name
- 1999 Paradise Pachinko
- 1999 Split Series #4
- 1999 Subsidia pataphysica
- 2000 Uterus And Human
- 2001 Dharma
- 2001 Live At Molde International Jazz Festival
- 2001 Split (Merzbow and Kouhei Matsunaga)
- 2001 Untitled
- 2002 A Taste Of… Merzbow
- 2002 Boris with Merzbow — Megatone
- 2002 Fantail
- 2002 Frog (2CD)
- 2002 Ikebukuro Dada
- 2002 Masami Akita (Merzbow) + Russell Haswell — Satanstornade
- 2002 Merzzow
- 2002 Switching Rethorics
- 2002 24 Hours — A Day of Seals
- 2002 Amlux
- 2002 Merzbeat
- 2003 Cycle
- 2003 Live CBGB’s NYC (1998)
- 2003 SCSI Duck
- 2003 Animal Magnetism
- 2003 Timehunter
- 2004 Electro Magnetic Unit
- 2004 Loft, Shinjuku, Tokyo (Merzbow and Keiji Haino)
- 2004 Merzbow vs Nordvargr — Partikel
- 2004 Tamago
- 2004 Last of Analog Sessions
- 2004 Merzbird
- 2004 Rondo — 7Phases — Blowback
- 2004 Yoshinotsune
- 2005 Houjoue (6 CD Box Set)
- 2005 Boris with Merzbow
- 2005 Boris With Merzbow — Sun Baked Snow Cave
- 2005 Merzbuddha
- 2005 Merzbuta
- 2005 Rattus Rattus
- 2005 Senmaida
- 2005 Sphere
- 2005 Tranz
- 2006 Merzdub
- 2006 Turmeric
- 2006 Metamorphism
- 2006 Minazo Vol.1
- 2006 Bloody Sea
- 2007 Boris With Merzbow — Rock Dream (2CD)
- 2007 Boris with Merzbow — Walrus & Groon
- 2007 Partikel II (with Nordvargr)
- 2007 Merzbear
- 2008 Arijigoku
- 2008 Anicca
- 2008 Dead Leaves
- 2008 Dolphin Sonar
- 2008 Eucalypse
- 2008 Here
- 2008 Hodosan
- 2008 Protean World
- 2008 Split with Sutcliffe Jugend & Satori
- 2008 SYR8: Andre Sider Af Sonic Youth
- 2008 Tombo
- 2009 13 Japanese Birds, Vol.1: Suzume
- 2009 13 Japanese Birds, Vol.2: Fukurou
- 2009 13 Japanese Birds, Vol.3: Yurikamome
- 2009 13 Japanese Birds, Vol.4: Karasu
- 2009 13 Japanese Birds, Vol.5: Uzura
- 2009 13 Japanese Birds, Vol.6: Kamo
- 2009 13 Japanese Birds, Vol.7: Kujakubato
- 2009 13 Japanese Birds Vol.8: Kokuchou
- 2009 13 Japanese Birds, Vol.9: Hiyodori
- 2009 13 Japanese Birds, Vol.10: Niwatori
- 2009 13 Japanese Birds, Vol.11: Shirasagi
- 2009 13 Japanese Birds, Vol.12: Tsubame
- 2009 Camouflage
- 2009 Don't Steal My Goat
- 2009 Hiranya
- 2009 Microkosmos, Vol.1
- 2009 Somei
- 2009 Tempi / Matatabi [EP]
- 2010 13 Japanese Birds, Vol.13: Chabo
- 2010 9888A
- 2010 Graft
- 2010 Marmo
- 2010 Merzbient
- 2010 Oh Lucy!!! [EP]
- 2010 Ouroboros
- 2010 Spiral Right / Spiral Left [With Z'EV]
- 2010 Untitled Nov 1989
- 2011 Jigokuhen
- 2011 Zara [EP]
- 2011 Boris with Merzbow - Klatter
- 2011 Lop Lop
- 2011 Richard Pinhas & Merzbow - Paris 2008
- 2011 Variations For Electric Fan
- 2012 Merzphysics
- 2012 Merzmorphosis
- 2012 Merzbow / Actuary - Freak Hallucinations
- 2012 Kibako
- 2012 Uzu Me Ku
- 2013 Takahe Collage
- 2013 Tamayodo
- 2013 Merzbow vs Nordvargr* - Partikel III
- 2013 Merzbow / M.B.* - Merzbow Meets M.B.
- 2013 Merzbow - Pándi* - Gustafsson* - Cuts
- 2013 Samirada
- 2013 Grand Owl Habitat
- 2013 Kookaburra
- 2014 	Full Of Hell · Merzbow - Full Of Hell · Merzbow
- 2014 Mezumimochi
- 2014 Wolf Eyes & Merzbow - Live Frying: Live
- 2015 Merzbow + Shinji Miyadai - Music For Urbanism
- 2015 Merzbow & MB* - Amalgamelody
- 2015 Merzbow + Xiu Xiu - Merzxiu
- 2015 Wildwood
- 2015 Konchuuki
- 2016 Gareth Davis & Merzbow - Atsusaku
- 2016 Merzbow • Balázs Pándi - Live At FAC251
- 2016 DUAL(I)THM
- 2016 Hatobana
- 2016 Hanakisasage
- 2016 Kakapo
- 2017 Eureka Moment
- 2017 	Merzbow . Duenn . Nyantora - 3RENSA
- 2017 Wildwood II
- 2017 Gomata
- 2017 Hyakki Echo
- 2017 Kaoscitron
- 2017 Muen
- 2017 Aodron
- 2017 Tomarigi
- 2017 1.10.16
- 2018 23 November 1979 (B)
- 2018 Exoking
- 2018 Cretin Merz
- 2018 Merzbow . duenn . Nyantora = 3RENSA - fb05
- 2018 Por#1&2 Vol. 2
- 2018 Merzbow, Balázs Pándi, Mats Gustafsson, Thurston Moore - Cuts Up Cuts Out
- 2018 Hyper Music 1 Vol. 1
- 2018 Musick For Screen
- 2018 Telecom Live
- 2018 Merzbow Duo 86 + 89
- 2018 MONOAkuma
- 2019 Indigo Dada
- 2019 De-Soundtrack
- 2019 Hermerzaphrodites
- 2019 Untitled 1991 Vol. 1
- 2019 Untitled 1991 Vol. 2
- 2019 Untitled 1991 Vol. 3
- 2019 Material H2
- 2019 Jinrinkinmouzui
- 2019 Environmental Percussion Vol. 1
- 2019 Antimony
- 2019 Kaerutope
- 2019 Crash For Hi-Fi Tapes
- 2019 Antimonument Tapes
- 2019 小品集 Vol.1
- 2019 小品集 Vol.2
- 2019 Philojazz
- 2019 Batztoutai Mix
- 2019 Cloud Cock OO Grand (Another Mix)
- 2019 Bluedelic+
- 2019 Dead Lotus
- 2019 Noise Mass
- 2019 Keiji Haino, Merzbow, Balázs Pándi - Become The Discovered, Not The Discoverer
- 2020 Tauro-O2
- 2020 雀色 1
- 2020 Plasma Door
- 2020 	3rd Of May Vol.1
- 2020 Electronic Union
- 2020 Medamaya-O
- 2020 Mighty Ace
- 2020 Necro 2000
- 2020 Process 9611
- 2020 Material For Structure I
- 2020 Tuaro-O1
- 2020 SCSI Duck 2
- 2020 Yoshinotsune Metamo
- 2020 Gareth Davis & Merzbow - Broken Landscapes
- 2020 Merzbird Variation
- 2020 雀色 2
- 2020 3rd Of May Vol.2
- 2020 Tenshinkaku
- 2020 Wa
- 2020 EXD
- 2020 Screaming Dove
- 2020 Boris (3) With Merzbow - 2R0I2P0
- 2020 StereoAkuma
- 2020 Cat Of Shell Vol.1
- 2020 Cat Of Shell Vol.2
- 2020 Pig AY
- 2020 Black Rome
- 2020 Sphere Sessions
- 2020 Merzbow / Mats Gustafsson / Balázs Pándi - Cuts Open
- 2021 27 August 2006
- 2021 雲の絶対値 Kumo No Zettaichi
- 2021 Insect 801
- 2021 Kotorhizome
- 2021 Double Beat Sequencer Vol.1
- 2021 Double Beat Sequencer Vol.2
- 2021 Double Beat Sequencer Vol.3
- 2021 Double Beat Sequencer Vol.4
- 2021 Double Beat Sequencer Vol.5
- 2021 Double Beat Sequencer Vol.6
- 2021 Coma Test
- 2021 Gman+
- 2021 Groon Lesson
- 2021 Drumorph
- 2021 Feedback Purple Yellow
- 2021 Bit Blues
- 2021 Red Brick
- 2021 Yono's Journey
- 2021 Pi-Eggplant
- 2021 Bloodour
- 2021 Sugamo Flower
- 2021 Arijigoku (Test Mix)
- 2021 Merzbow / Prurient - Black Crows Cyborg
- 2021 Ensemble Drums
- 2021 15 August 2006
- 2021 Flare Blues
- 2021 Kazakiribane
- 2021 Hikaru Hane
- 2021 Triwave Pagoda
- 2021 Scandal
- 2022 Beetle
- 2022 Hope
- 2022 Purple Fish
- 2022 Seven Sides
- 2022 Merzbow + Arcane Device - Merzbow + Arcane Device
- 2022 White Bird
- 2022 Janus Guitar
- 2022 R. Pinhas* / Merzbow - CODA
- 2022 Eraldo Bernocchi | Merzbow - Patterns And Mechanisms
- 2022 Permission Mask
- 2022 Bastard Noise & Merzbow - Retribution By All Other Creatures
- 2022 Merzbow / Lawrence English - Eternal Stalker
- 2022 Animal Liberation - Until Every Cage Is Empty